# 아르자시쿤
아르자시쿤은 기원전 9세기의 초기 우라르투 왕국의 수도였다. 사르두리 1세가 기원전 832년 투쉬파로 옮기기 전이었다. 
아르자시쿤은 이중벽과 탑이 있었다. 그러나 기원전 840년 샬만에세르 3세에 의해 점령되었다. 
아르자쿤은 우라르티아어 이름의 아시리아어 형태로 보이는데 아르자시에 접미사가 붙은 것으로 고대의 반 호수 근처의 아르세네, 아르시사 등을 떠올리게 한다. 아르자시쿤은 말라즈기르크의 서쪽, 아르메니아 역사의 아르드직을 뜻할 수 있다. 
아르자시쿤은 울창한 숲에 의해 숨겨져 있었고 정규군이 거의 통과하기 어려워 공격에서 보호되었다. 
이 도시는 우르미아 호수 지역의 다른 학자들에 의해 다양한 위치가 주장되었는데 말라즈기르트 또는 보스탄카야 또는 반 호수의 북쪽 또는 서쪽이다. 
티그리스 강의 상류에서 기원전 9세기에 우라르투의 조직된 국가가 나타났다. 샬만에세르는 그것을 아시리아의 이권에 대한 위협으로 간주하여 그는 857년 원정을 행하였고 수도 아르자시쿤을 파괴하기로 주장하였다. 그는 반 호수까지 침입하였고 이리티아 산에 비문을 남겼다. 샬만에세르는 검은 오벨리스크에 이 원정을 기록하였다. 

## 같이 보기
- 우라르투